# Borgo Valsugana

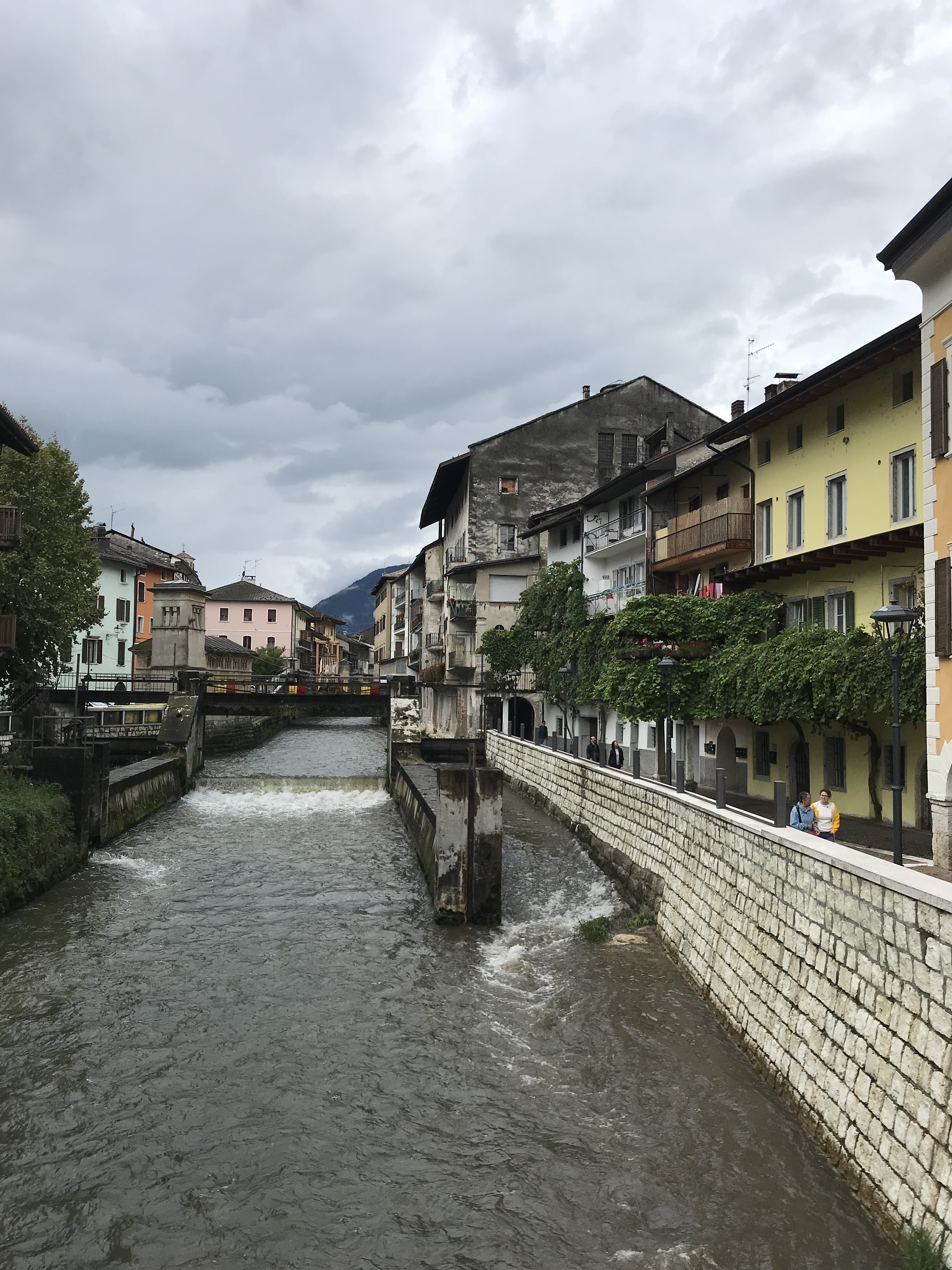
Il fiume Brenta che attraversa il centro storico del paese.

Borgo Valsugana (El Bórgo in dialetto locale, Burg in Suganertal in tedesco, desueto) è un comune italiano di 7 210 abitanti della provincia autonoma di Trento in Trentino-Alto Adige. È l'undicesimo centro abitato della provincia per popolazione, il terzo della Valsugana ed il principale della comunità Valsugana e Tesino.

## Geografia fisica

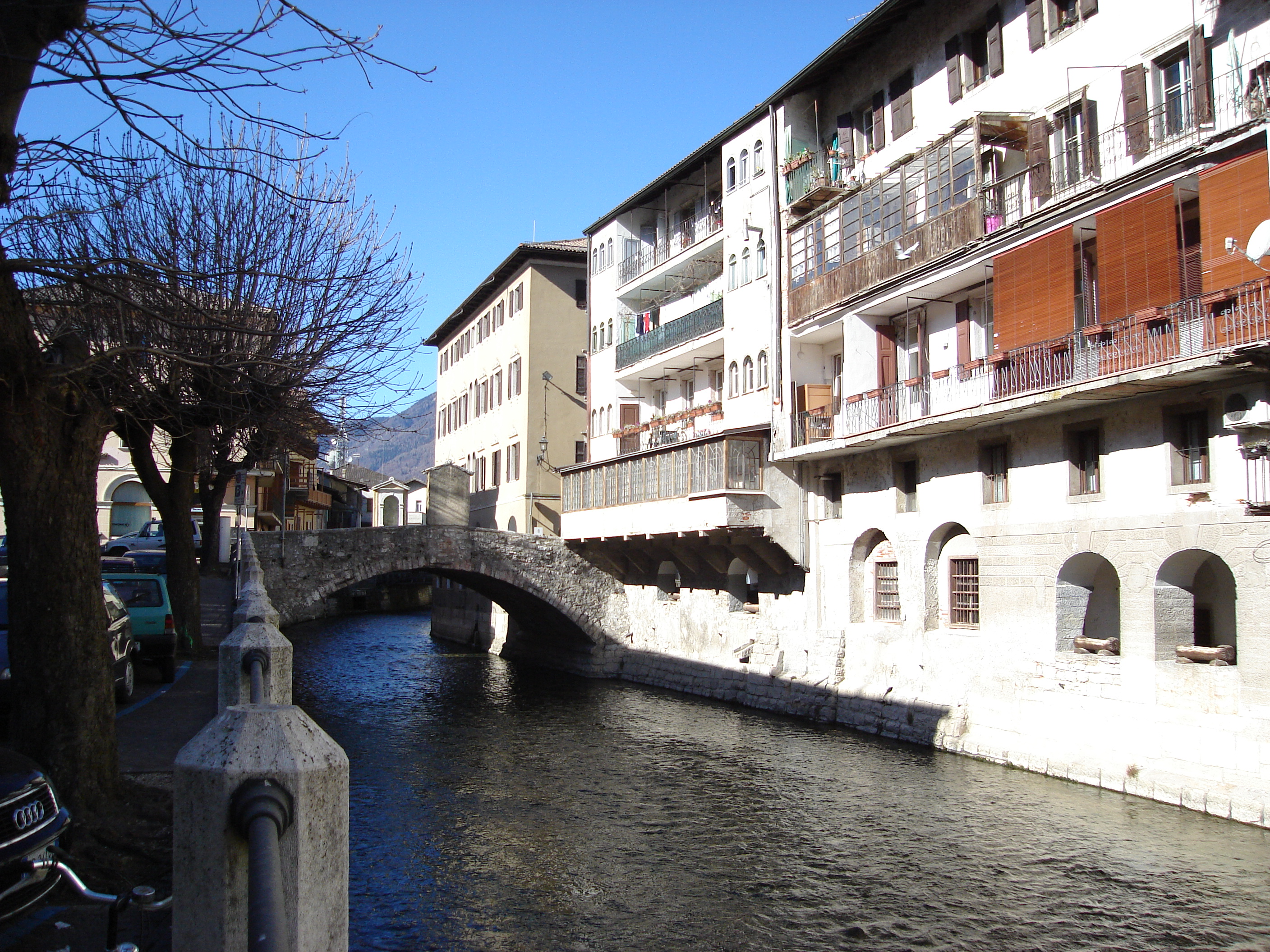
Fiume Brenta

Borgo è situata in una strozzatura della Valsugana e si è sviluppato attorno al fiume Brenta stretta tra il monte Ciolino a Nord e il monte Rocchetta a Sud, entrambi non molto elevati.
Il suo centro storico è l'unico in tutto il Trentino ad essersi sviluppato su entrambe le sponde di un fiume (a differenza del centro storico di Trento, per esempio, che occupa una sola sponda dell'Adige).

## Storia
Grazie alla sua posizione di passaggio tra il Veneto e il Trentino, la Valsugana ha sempre avuto una certa importanza dal punto di vista storico, politico ed economico.

### Dalle origini all'età romana
I primi nuclei abitativi stabili si insediarono nella bassa Valsugana a partire dalla tarda età del bronzo. Si trattava soprattutto di popolazioni retiche e venetiche. La romanizzazione del territorio avvenne probabilmente nel I secolo d.C., quando esso venne annesso al Municipium di Feltria della X Regio. In quest'epoca la valle assunse il nome di “Vallis Ausuganea”, dall'antico nome di Borgo, che era appunto “Ausugum” (nome che oggi conserva la via più importante del centro storico). In un secondo tempo il nome si modificò in “Burgum Ausugi”, con l'aggiunta di “Burgum”, dal germanico burgs ("luogo rialzato fortificato").
Il termine ausugum è stato sicuramente romano ma forse nato dai residenti non romani, quindi i venetico-reti, quindi di lingua retico prealpina; potrebbe essere anche di derivazione greca visti i notevoli traffici che i greci ebbero con gli scambi commerciali fra gli empori commerciali di Adria e Spina, ma sicuramente di altri porti sui fiumi che arrivavano alla base delle prealpi venete, dalla Laguna, non così lontana da Bassano. Anche il paese di Susegana e gli abitanti del basso Veneto, gli Eugaei hanno quasi la stessa "radice".
Il Borgo di Ausugum potrebbe però derivare dal nome della popolazione che i romani trovarono in questo luogo, che è l'area più larga e centrale di tutta la valle e quindi aveva un maggior numero di abitanti. I primi mercanti romani che qui arrivarono con i loro carri di mercanzie nel 250 a.C., forse li chiamarono Ausugi, come i Drixinates della larga valle dell'Agno (da cui derivò il borgo di Drixinum-Trissino) e gli Arusnates veronesi e forse gli abitanti dell'alta valle dell'Astico gli eventiali "Asticones". Non è cambiato nei millenni il meccanismo della nascita del nome di una popolazione, specialmente se questa popolazione era orograficamente delimitata dalle montagne. 
La costruzione della Via Claudia Augusta Altinate, importante arteria viaria che collegava Altino (nei pressi dell'odierna Venezia) ad Augusta (in Baviera), favorì la creazione di nuovi insediamenti abitativi nella valle e diede notevole impulso economico al paese.

### Il Medioevo
Nell'alto Medioevo il paese continuò a essere interessato da un intenso traffico commerciale sia attraverso l'antico percorso della Via Claudia Augusta, sia attraverso la Via Paulina, tragitto mercantile più recente. All'inizio del II millennio vennero creati il Principato Vescovile di Trento e la Contea Vescovile di Feltre, alla quale vennero aggregati anche Borgo e il resto della Valsugana Orientale, per ragioni storiche e per la difficoltà di comunicazioni con Trento.
Verso la fine del Duecento avvennero i primi insediamenti di coloni di lingua tedesca, provenienti in gran parte dalle zone germanofone delle Alpi meridionali, le cui tracce sono evidenti ancor oggi nella toponomastica locale e in diversi cognomi.
Gran parte della costruzione attuale del Castel Telvana risale al 1331, con l'eccezione del palazzo superiore, risalente al periodo romano. Il castello fu dominio dei signori di Castelnuovo, di Caldonazzo e dei signori di Welsperg, che lo ingrandirono nel Cinquecento.
Per tutto il Trecento la Valsugana fu oggetto di una dura contesa tra i conti del Tirolo e diverse città venete, passando ripetute volte da una parte e dall'altra. La valle farà parte della Repubblica di Venezia per una breve parentesi tra il 1410 e il 1413, prima di passare definitivamente sotto il diretto dominio del Tirolo e di conseguenza del Sacro Romano Impero Germanico. Si stabilirono così i cosiddetti “welsche konfinen”, ovvero i confini tra Tirolo e Stati italiani che resteranno praticamente invariati fino alla Grande Guerra. Il passaggio della Valsugana Orientale ai duchi d'Austria diede origine ad una seconda ondata di immigrazione tedesca, che portò nel territorio soldati, artigiani, armaioli e minatori (provenienti soprattutto dalla Baviera).

### L'Ottocento
Nel 1796 le campagne napoleoniche segnarono la fine di un lungo periodo di tranquillità: Napoleone Bonaparte stesso giunse a Borgo e vi pernottò con 15.000 uomini, per vincere gli austriaci il giorno successivo presso Bassano del Grappa. Nel 1809 anche la Valsugana Orientale fu coinvolta dalla sollevazione hoferiana, che interessò la popolazione di tutto il Tirolo storico, ribellatosi alla dominazione franco-bavarese.
Nel 1862 un furioso incendio distrusse una vasta porzione del paese, lasciando circa 1670 persone senza tetto. Fra le case ricostruite fu aperta una larga via che venne dedicata a tutti i fratelli che generosamente aiutarono il paese, come ancora oggi si legge su una lapide di “Via Fratelli”.
Durante la Terza guerra di indipendenza del 1866 la Valsugana fu teatro di alcune fortunate azioni delle truppe italiane. Per la sua posizione, insieme agli altri territori trentini di confine il comprensorio di Borgo divenne uno dei settori più fortificati dell'arco alpino. Un notevole progresso per lo sviluppo della valle fu raggiunto nel 1896 con l'inaugurazione della ferrovia della Valsugana, che arrivava all'epoca solo fino a Grigno, al confine con il Regno d'Italia.

### Il Novecento
Con lo scoppio della prima guerra mondiale il 24 maggio 1915, la Valsugana si venne a trovare proprio sulla linea del fronte, che in luglio si spostò proprio tra Roncegno Terme e Borgo. Per vari mesi questa zona fu terra di nessuno, e l'anno successivo gli abitanti furono costretti a sfollare, in parte verso l'Austria, in parte verso l'Italia. Per la Bassa Valsugana fu una catastrofe: l'intera zona venne sottoposta a furiosi bombardamenti, che provocarono la distruzione di circa un terzo dei fabbricati di Borgo e il danneggiamento più o meno grave dei restanti due terzi. Alla fine della guerra, nel novembre 1918 Borgo venne annessa all'Italia, assieme al resto del Trentino, all'Alto Adige e all'Ampezzano.
La seconda guerra mondiale, pur con tutti i disagi legati ad ogni conflitto, non causò danni materiali ingenti. Nel 1943 il Trentino fu praticamente annesso al Terzo Reich assieme alle province di Bolzano e Belluno, formando la zona d'operazione dell'Alpenvorland. Poco prima della resa, il 2 maggio 1945 i tedeschi fecero saltare in aria la Casa Romani, sede del loro comando, provocando un incendio che danneggiò notevolmente anche le case vicine.
Nel 1953 venne installato nell'Ospedale di S. Lorenzo una bomba al cobalto, chiamata Eldorado A per la telecobaltoterapia, la prima nel suo genere in Europa, facendo di Borgo Valsugana un centro d'eccellenza nella cura dei tumori.
Il 19 agosto 1954 morì nella sua casa in Val di Sella (comune di Borgo) lo statista Alcide De Gasperi, originario del vicino  Tesino.

### Simboli
Stemma
Lo stemma è stato riconosciuto con decreto del Capo del Governo del 6 marzo 1930.
Gonfalone
Il gonfalone è stato approvato con D.G.P. del 10 giugno 1994, n. 7073.

## Monumenti e luoghi d'interesse

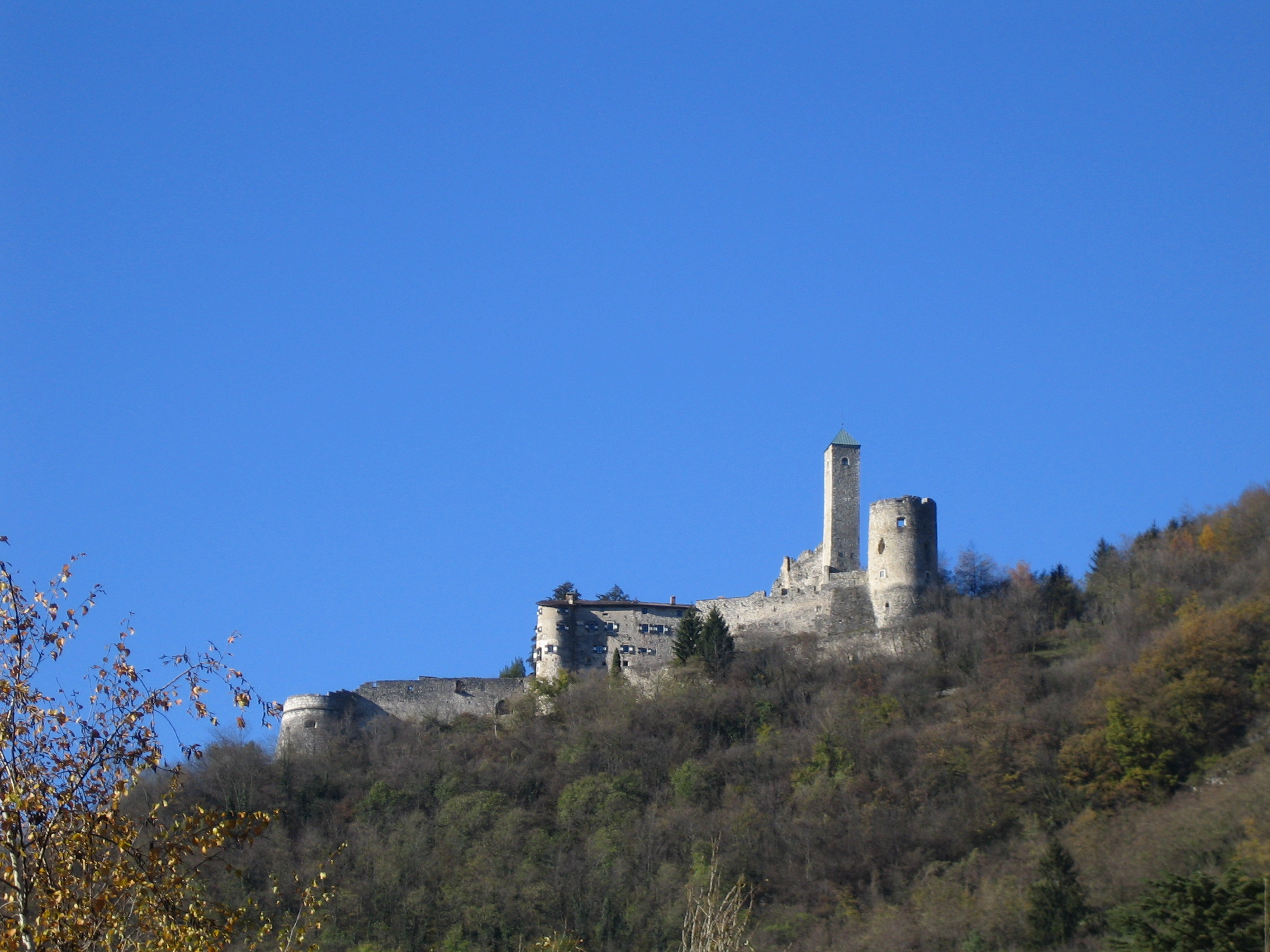
Castel Telvana

### Architetture religiose
- Chiesa arcipretale della Natività di Maria, interessante edificio settecentesco con alcuni dipinti[10] e le reliquie del santo patrono, il campanile progettato da Tommaso Temanza e la vicina chiesa di San Rocco, piccola ma interamente affrescata da Francesco Corradi. Nelle vicinanze si trova il palazzo dove dormì Napoleone Bonaparte di passaggio in Valsugana.
- Chiesa di Sant'Anna, un tempo parte di un esteso convento ed ora uno dei pochi edifici rimasti dopo l'incendio del 1862 che distrusse gran parte del paese. Altro edificio rimasto è l'attuale municipio, che presenta ancora un grazioso chiostro.
- Santuario della Madonna di Onea, all'estremo limite occidentale del paese, in posizione un tempo isolata ed ormai inglobata nell'agglomerato urbano.
- Sulle pendici del monte Ciolino, sul versante settentrionale della valle, si trova il convento dei frati francescani e delle suore clarisse, da cui si ha un'incantevole vista su Borgo e sulle montagne circostanti.
- Chiesa di Sant'Antonio di Padova, nella frazione di Olle.
- Chiesa di San Lorenzo sul Monte Armentera

### Architetture militari
Castel Telvana si trova una quota leggermente superiore e in posizione strategica e panoramica, in parte diroccato ed in parte adibito a residenza privata, caratterizzato da una torre quadrangolare alta e stretta.

### Architetture civili
Il centro storico (ed in particolare la zona denominata "Borgo vècio", ovvero "Borgo vecchio") è caratterizzato da numerosi palazzi antichi, con interessanti portali, affreschi e altre decorazioni.
Nelle vicinanze della chiesa arcipretale e lungo il Brenta si trova l'ex-filanda, notevole edificio industriale ora riconvertito e sede del Polo scolastico superiore (Istituto di istruzione "A. Degasperi"). Sulla sponda opposta del fiume si trova il parco della pace "Alfredo Giorgio Dall'Oglio".

## Società

### Evoluzione demografica
Abitanti censiti

## Cultura

### Scuole
Nel comune di Borgo Valsugana, oltre ad una scuola primaria ed una secondaria di primo grado, sono presenti due scuole secondarie di secondo grado: l'IIS Alcide De Gasperi e le scuole ENAIP.

### Eventi
Nelle estati degli anni pari a partire dal 1986 presso la Val di Sella si svolge la biennale internazionale di arte contemporanea nella natura "Arte Sella", con esposizione di opere inserite nell'ambiente naturale. Le opere esposte possono essere ammirate lungo un sentiero di circa 3 km denominato "artenatura". Nella "Malga Costa" sono invece ospitate le altre attività espositive, gli artisti invitati e i servizi per il pubblico. Nei pressi della malga è stata realizzata nel 2001 l'opera "Cattedrale vegetale", di Giuliano Mauri. Dal 2006 Arte Sella è presente anche nel centro di Borgo con gli spazi culturali e espositivi "Spazi Rossi".
L'associazione culturale Gruppo storico Palio dela Brenta, all'interno della quale si è costituito il primo gruppo di musici e sbandieratori di tutto il Trentino, organizza il palio denominato Palio dela Brenta al Borgo, che si svolge ogni anno l'ultima settimana di agosto.

## Geografia antropica

### Variazioni
La circoscrizione territoriale ha subito le seguenti modifiche: nel 1928 aggregazione di territori dei soppressi comuni di Carzano, Castelnuovo, Ronchi, Telve, Telve di Sopra e Torcegno; nel 1947 distacco di territori per la ricostituzione del comune di Carzano (Censimento 1936: pop. res. 399), Castelnuovo (Censimento 1936: pop. res. 963), Ronchi, ora Ronchi Valsugana (Censimento 1936: pop. res. 546), Telve (Censimento 1936: pop. res. 1557), Telve di Sopra (Censimento 1936: pop. res. 619) e Torcegno (Censimento 1936: pop. res. 786).

## Economia

### Artigianato
Per quanto riguarda l'artigianato, importante e rinomata è la produzione di pianoforti, di liuti e di chitarre.

## Amministrazione
| Periodo        | Periodo       | Primo cittadino   | Partito       | Carica  | Note |
| -------------- | ------------- | ----------------- | ------------- | ------- | ---- |
| 9 maggio 2005  | 14 marzo 2009 | Laura Froner      | Lista civica  | Sindaco |      |
| 15 marzo 2009  | 9 giugno 2019 | Fabio Dalle Donne | Lista civica  | Sindaco |      |
| 10 giugno 2019 | in carica     | Enrico Galvan     | Liste civiche | Sindaco |      |

### Gemellaggi
- Bludenz[18]
- Esiste anche un rapporto privilegiato con il comune di Carpi, che da alcuni decenni possiede una colonia estiva in Val di Sella[19].

## Sport
La 17ª tappa del Giro d'Italia 1988 si è conclusa a Borgo Valsugana con la vittoria di Patrizio Gambirasio. Dal 1968 a Borgo Valsugana si tiene la gara ciclistica Coppa d'Oro riservata alla categoria allievi. Il vincitore in questa competizione è il direttore sportivo del primo atleta classificato. Questa competizione negli ultimi anni ha acquisito un livello internazionale visto che alla manifestazione partecipano molte rappresentative straniere.
La principale squadra di calcio della città è l'U.S. Borgo A.S.D. che milita nel girone trentino della Promozione, nata nel 1953 e con colori sociali giallo e rosso, mentre la squadra principale di pallavolo è la GS Ausugum, arrivata al massimo alla serie B1 nel 1996 con la squadra maschile e alla serie B2 nel 2004 con la squadra femminile.